# Шабозов, Мирганд Шабозович
Мирганд Шабозович Шабозов — таджикистанский учёный и государственный деятель.

## Биография
Родился 26 июня 1952 года в с. Нишусп Шугнанского района ГБАО в семье колхозника.
Окончил мехмат Таджикского государственного университета по специальности «математик» (1974). Оставлен на кафедре математического анализа в должности ассистента. В 1976—1979 гг. аспирант Института математики АН Украины. В 1980 г. защитил кандидатскую диссертацию.
С 1980 г. в ТГУ: ассистент кафедры математического анализа, старший преподаватель (1981—1983), доцент (1983—1993).
В 1993—1996 докторант Института математики АН Украины. В 1997—1998 профессор кафедры матанализа ТНГУ.
С декабря 1998 по март 2005 года ректор Хорогского государственного университета.
C 4 марта 2005 председатель Государственного комитета статистики Республики Таджикистан. Указом президента от 1 декабря 2006 года переназначен на эту должность.
С 28 февраля 2010 — депутат Меджлиса (Маджлиси намояндагон Маджлиси Оли) РТ 4-го созыва.
С 16 марта 2010 — зам. председателя Меджлиса.
Доктор физико-математических наук (1997). Член-корреспондент Академии наук Республики Таджикистан (11.2001). Академик Академии наук Республики Таджикистан (02.2008).
Автор свыше 80 научных работ.

## Семья
Женат, трое детей.

## Звания и награды
- Заслуженный работник Таджикистана (2002).
- Медаль «За укрепление парламентского сотрудничества» (27 ноября 2014 года, Межпарламентская ассамблея СНГ) — за особый вклад в развитие парламентаризма, укрепление демократии, обеспечение прав и свобод граждан в государствах — участниках Содружества Независимых Государств[1].
- Межгосударственная премия СНГ «Звёзды Содружества» за 2021 год[2].
- Почётная грамота Верховного Совета Таджикской ССР.
- Памятная медаль «20 лет независимости Республики Таджикистан».